# Paris-Roubaix de 1993
A 91.ª edição da Paris-Roubaix teve lugar a 11 de abril de 1993 e foi vencida pelo francês Gilbert Duclos-Lassalle por segunda vez consecutiva. A prova contou com 267 quilómetros e Gilbert Duclos-Lassalle ganhou-a batendo ao sprint ao italiano Franco Ballerini por apenas oito milímetros. Esse dueto atacante chegou com mais de 2 minutos de vantagem com respeito a um grupo perseguidor que encabeçou Olaf Ludwig.

## Classificação Final
| Posição | Ciclista                | Equipa                  | Tempo      |
| ------- | ----------------------- | ----------------------- | ---------- |
| 1.      | Gilbert Duclos-Lassalle | Gan                     | 6h 25' 20" |
| 2.      | Franco Ballerini        | GB-MG Maglificio        | m.t.       |
| 3.      | Olaf Ludwig             | Telekom                 | + 2' 09"   |
| 4.      | Johan Museeuw           | GB-MG Maglificio        | m.t.       |
| 5.      | Adrie van der Poel      | Motorola                | m.t.       |
| 6.      | Edwig Van Hooydonck     | WordPerfect             | m.t.       |
| 7.      | Marc Sergeant           | Novemail-Histor         | m.t.       |
| 8.      | Sean Yates              | Motorola                | m.t.       |
| 9.      | Benjamin Van Itterbeeck | Collstrop-Assur Carpets | m.t.       |
| 10.     | Wilfried Nelissen       | Novemail-Histor         | + 3' 50"   |